# Тарзан — человек-обезьяна (фильм, 1932)
«Тарзан — человек-обезьяна» (англ. Tarzan the Ape Man) — приключенческий фильм, выпущенный кинокомпанией Metro-Goldwyn-Mayer в 1932 году. Сценарий написан по мотивам популярных произведениях писателя Эдгара Райса Берроуза о мальчике по имени Тарзан, который случайно оказался в джунглях и был выращен обезьянами. В главной роли снялся бывший спортсмен и олимпийский чемпион Джонни Вайсмюллер. Кроме него в фильме снимались Нил Хэмилтон, Обри Смит и Морин О'Салливан. Это первый из 12 фильмов о приключениях Тарзана, в который играл Вайсмюллер. О'Салливан сыграла роль Джейн в шести фильмах серии в период между 1932 и 1942 годами. Данный фильм основан на романе Берроуза 1912 года «Тарзан, приёмыш обезьян». Музыку для киноверсии написал Айвор Новелло. Режиссёром фильма выступил Вудбридж Стронг Ван Дайк. Компания Metro-Goldwyn-Mayer выпустила два ремейка данной картины: в 1959 и 1981 годах. Но каждый из этих фильмов представлял собой самостоятельную адаптацию романа.

## Сюжет
Джеймс Паркер (Обри Смит) и Гарри Холт (Нил Хэмилтон) путешествуют по Африке в поисках легендарных кладбищ слонов и слоновой кости. К ним присоединяется дочь Паркера — юная Джейн (Морин О'Салливан). Холту нравится Джейн, и он всячески пытается защитить её от опасностей, который подстерегают девушку в джунглях. Но его усилия напрасны. Джейн постоянно попадает в сложные ситуации. В частности, её похищает страж джунглей, таинственный Тарзан (Джонни Вайсмюллер) и его друзья-обезьяны.
Поначалу, оказавшись во власти Тарзана, Джейн пугается. Но постепенно её отношение к похитителю меняется. Через некоторое время она уже чувствует себя счастливой. Но когда девушка возвращается к отцу, её чувства подвергаются трудному испытанию. Она хочет, чтобы Тарзан поехал с ней в Лондон и стал частью её мира. Но повелитель джунглей отворачивается от Джейн и возвращается в свою родную стихию. Отец Джейн, Джеймс Паркер, говорит дочери, что джунгли принадлежат Тарзану, но она кричит: «Нет, папа, Тарзан принадлежит мне!»
Через некоторое время участники экспедиции захвачены племенем агрессивных карликов. Джейн отправляет за помощью Читу (Джиггс), подругу-обезьяну Тарзана и та вскоре возвращается с подмогой. Во время вызволения членов экспедиции Тарзан призывает на помощь слонов. Благодаря этим крупным животным людям удается спастись из цитадели карликов. Но Джеймс Паркер умирает от ран, как только они спасённые добираются до кладбища слонов. Джейн решает остаться в джунглях с Тарзаном. В финальной сцене под музыку Петра Чайковского из увертюры-фантазии «Ромео и Джульетта» счастливая пара появляется на вершине скалы. Джейн держит на руках Читу, словно маленького ребёнка.

## Актёры
- Джонни Вайсмюллер — Тарзан.
- Морин О'Салливан — Джейн Паркер.
- Нил Хэмилтон — Гарри Холт.
- Обри Смит — Джеймс Паркер.
- Дорис Ллойд — миссис Каттен.
- Форрестер Харви[англ.] — Бимиша.
- Рэй Корриган — обезьяна (в титрах не указан).
- Джонни Эк — птица-чудовище (в титрах не указан).
- Анджело Росситто — злобный карлик.

## Производство
В кинокомпании Metro-Goldwyn-Mayer долго не могли найти исполнителя главной роли среди профессиональных актёров. Наконец решили сделать кинопробы со знаменитым спортсменом Джонни Вайсмюллером. Профессиональный пловец в конце 1920-х годов завоевал пять золотых медалей на Олимпийских играх 1924 и 1928 годов, а также стал обладателем 67 мировых и 52 национальных титулов в области спорта. Менеджеры киностудии остались довольны кинопробой: атлетический Вайсмюллер прекрасно смотрелся на экране. Единственным препятствием для подписания контракта был договор участия в качестве модели в рекламе нижнего белья фирмы BVD (по условиям договора Вайсмюллер не мог принимать участие в коммерческих проектах других компаний). Чтобы урегулировать этот сложный вопрос в руководстве Metro-Goldwyn-Mayer придумали необычный ход. Они разрешили таким знаменитым актрисам как Грета Гарбо и Мари Дресслер также принимать участие в съёмках рекламы BVD.
Фильм снимался на первом участке студии Metro-Goldwyn-Mayer в Калвер-Сити в Кадифорнии, в районе озера Шервуд к северу от Лос-Анджелеса, а также в Силвер-Спрингс во Флориде. Львы для съёмок в фильме были позаимствованы из расположенной неподалеку фермы Goebel's Lion Farm в Таузанд-Окс. Сам Km.bc Гебель, владелец этой фермы, часто разбивал лагерь возле съёмочной площадки у озера Шервуд, чтобы помочь в работе кинематографистов во время съемок диких животных.
Как и в большинстве фильмов о Тарзане с участием Вайсмюллера, слоны для съёмок использовались не африканские, а индийские. Чтобы проницательные кинозрители ничего не заподозрили (у индийских слонов уши значительно меньше, чем у африканских) на животных крепили большие искусственные уши. Кроме того, к головам слонов крепли и огромные искусственные бивни, чтобы они выглядели более внушительно. Точно так же, создатели пошли на определённые уловки в сценах со злобными карликами (намёк на племена пигмеев). Этих людей (все мужчины) играли реальные карлики, но не чёрные, а белые. Поэтому им наносили на лица, тело и руки специальный тёмный грим «Блэкфейс».
Виды «джунглей Африки» добавили в картину из ранее снятых пейзажей для фильма Вудбридж Стронг Ван Дайк «Трейдер Хорн». Причём эти виды также снимали не в Африке, а в районе озера Толука (тогда ещё не обжитого) к северу от Лос-Анджелеса.

## Интересные факты
- В этом фильме впервые прозвучал знаменитый крик Тарзана[англ.]. Долгое время считалось, что крик издавал сам актёр, однако в начале 1970х годов стало известно, что "крик Тарзана" был получен в результате воспроизведения записи голосов трёх певцов-теноров, каждый из которых тянул свою ноту[3].